# Echium acanthocarpum
Echium acanthocarpum Svent., conocido como tajinaste azul o tajinaste gomero, es una especie de planta arbustiva perenne perteneciente a la familia Boraginaceae y originaria de la Macaronesia.

## Descripción

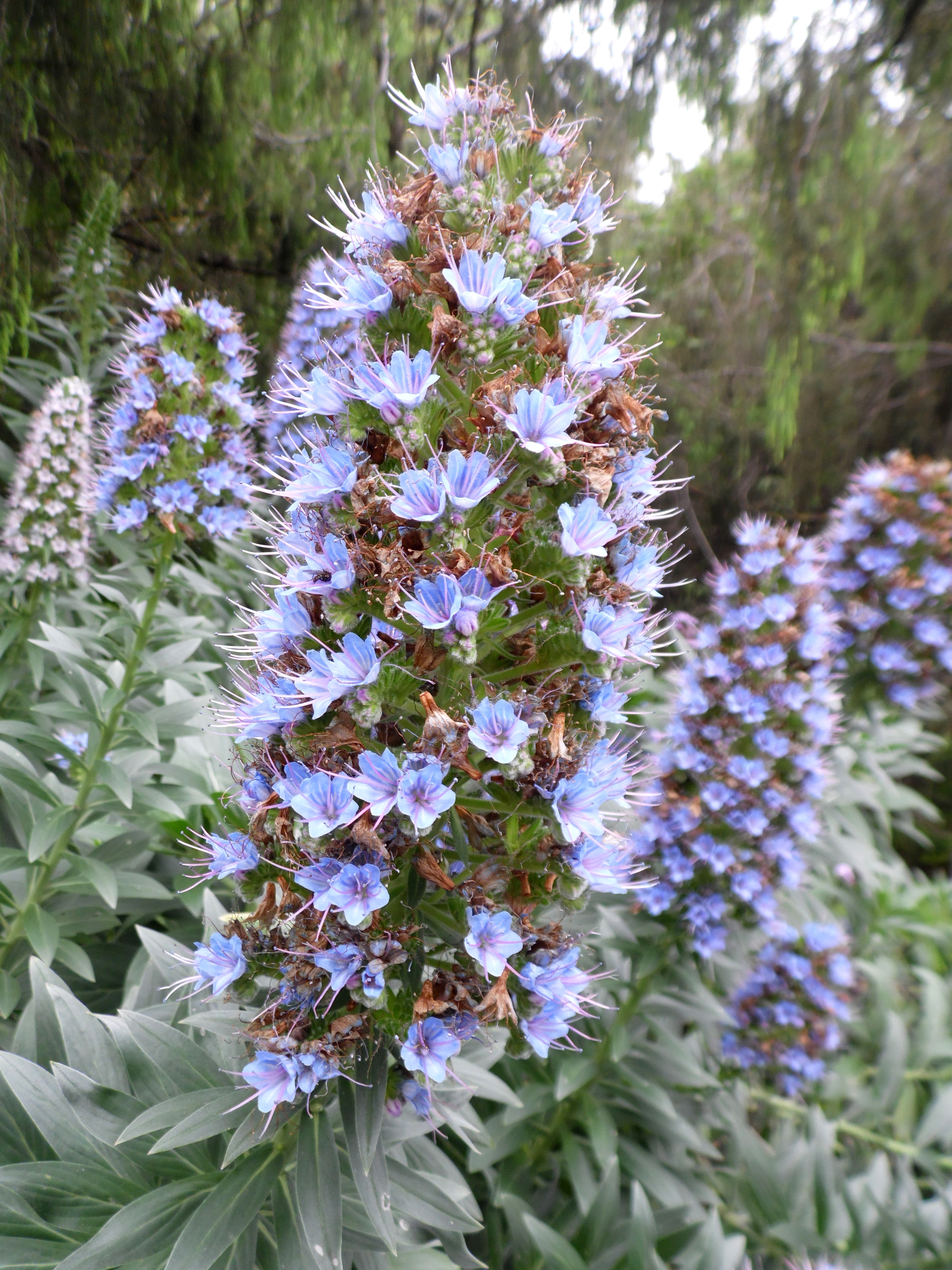
Detalle de las flores.

Son arbustos muy ramificados de hasta 2 metros con hojas híspidas, anchas y ovado-lanceoladas, agrupadas en rosetas apicales. Las flores son tubulares y de corola azul-violeta, desarrollándose en inflorescencias cónicas de 20-30 centímetros. Los frutos son ornamentados y espinosos.
La floración se produce entre finales de invierno y principios de primavera, fructificando de mayo a julio.
Se trata de una especie con una biología reproductiva de tipo ginodioica.

## Ecología
Es un endemismo de la isla de La Gomera ―Canarias, España―.
Crece en los matorrales de leguminosas ―Teline spp., Adenocarpus foliolosus, Chamaecytisus proliferus― que se desarrollan en los márgenes de la laurisilva y del fayal-brezal del área central de la isla, entre los 700 y 1000 m s. n. m. Presenta también ciertos hábitos rupícolas.
La polinización se produce principalmente por insectos, mientras que la dispersión de sus semillas se lleva a cabo por efecto de la gravedad.
Se han observado procesos de hibridación entre E. acanthocarpum con las especies E. aculeatum y E. strictum.

## Evolución, filogenia y taxonomía
Echium acanthocarpum surge hace entre 3 y 1 millones de años durante el Plioceno tras una radiación evolutiva. Se encuentra estrechamente emparentada con las especies de la sección Simplicia ―E. simplex, E. pininana, E. wildpretii y E. perezii―, así como con E. strictum y E. decaisnei.
Fue originalmente descrita por Eric Ragnor Sventenius y publicada en Index Seminum quae Hortus Acclimatationis Plantarum Arautapae en 1969.
Se clasifica dentro de la sección Virescentia.
Etimología
Echium: nombre genérico que deriva del griego echion, derivado de echis que significa víbora, por la forma triangular de las semillas que recuerda vagamente a la cabeza de una víbora.
acanthocarpum: epíteto que procede del griego akanthos, que significa púa o aguja, y karpos, fruto, en referencia a las espinas que aparecen en sus frutos.

## Importancia económica y cultural
Posee interés apícola por su abundante floración, lo que le atribuye también cierto valor ornamental.

## Estado de conservación
El número de ejemplares fue censado en unos 600 individuos en 2007, repartidos en tres poblaciones.
Se halla catalogada como En peligro crítico en la Lista Roja de la UICN y como «en peligro de extinción» en el Anexo I del Catálogo Canario de Especies Protegidas. Asimismo, se halla incluida en el Anexo II de la Orden de 20 de febrero de 1991 sobre protección de especies de la flora vascular silvestre de la Comunidad Autónoma de Canarias.
En 2007 fue aprobado por el Gobierno de Canarias el Plan de Conservación del Hábitat del Tajinaste Azul de La Gomera con el objetivo de lograr la recuperación de la especie.
Las poblaciones se encuentran dentro de los espacios naturales protegidos del parque nacional de Garajonay, de la reserva natural integral de Benchijigua y del parque natural de Majona.

## Nombres comunes
Echium acanthocarpum es conocida en La Gomera como tajinaste rosado o azul, aludiendo al color de sus flores, o también como tajinaste de monte por su hábitat. Fuera de la isla y a nivel divulgativo se le denomina además como tajinaste gomero o tajinaste azul de La Gomera.